# Fernando Rey (acteur)
Fernando Rey (A Coruña, 20 september 1917 – Madrid, 9 maart 1994) was een Spaans acteur.
Fernando Casado D'Arambillet, artiestennaam Fernando Rey, studeerde architectuur, maar onderbrak zijn studie toen de Spaanse Burgeroorlog uitbrak. Hij was de zoon van artillerie-officier Fernando Casado Veiga, republikein en medewerker van Azaña.
In 1936 begon hij zijn carrière als acteur, met kleinere rollen. Hij veranderde zijn eigenlijke achternaam in Rey, de geboortenaam van zijn moeder Sara Arambillet Rey. Tijdens de burgeroorlog vocht hij aan Republikeinse zijde. Aan het eind van de oorlog werd zijn vader bevorderd tot Inspecteur Generaal. Beiden werden na de nederlaag van de Republikeinen door de troepen van Franco gevangengezet. Fernando slaagde erin te ontsnappen uit een interneringskamp in Valencia. Hij verborg zich in een goederenwagon en bereikte zo Madrid.
In 1940 begon hij met het nasynchroniseren van stemmen van buitenlandse acteurs, eerst die van Tyrone Power, later die van Laurence Olivier, die hem later feliciteerde met het nasynchroniseren van diens stem in Hamlet.
In 1944 kreeg hij zijn eerste rol als de Hertog van Alva in de film Eugenia de Montijo van José López Rubio.
In 1948 speelde hij Filips de Schone in de film Locura de Amor geregisseerd door Juan de Orduña. De film betekende een doorbraak en was het eigenlijke begin van zijn carrière. De jaren daarna speelde hij in een veelvoud van films, trad hij op in radio- en televisieprogramma’s. Ook deed hij aan het nasynchroniseren van stemmen voor de Spaanse televisie.
In 1960 trouwde hij met de Argentijnse actrice Mabel Karr.
Zijn samenwerking met Luis Buñuel in de jaren ’60 en ’70 zorgde hij ervoor dat hij ook op internationaal niveau bekendheid verwierf. Hij speelde een hoofdrol in Le charme discret de la bourgeoisie (1972). De film ontving in 1972 een Oscar voor de beste buitenlandse speelfilm.
Een andere succesvol product van hun samenwerking was Cet obscur objet du désir (1977), die genomineerd werd voor de Golden Globe, en voor een Oscar, maar ten slotte geen van deze prijzen won. Hij won wel in de categorie Beste Acteur op het Filmfestival van Cannes in 1977 voor zijn rol in Elisa, vida mia. De stem van Fernando Rey werd in deze film in het Frans nagesynchroniseerd door Michel Piccoli.
Hij vertolkte de maffiabaas Alain Charnier in de succesvolle film The French Connection (1971), van William Friedkin waar ook Gene Hackman een succesvolle hoofdrol in speelde.
In de jaren ’80 en ’90 ontving Fernando Rey prijzen op de filmfestivals van San Sebastian en Cannes, en ontving een gouden medaille van de Spaanse Nationale Filmacademie, de Academia de las Artes y las Ciencias Cinematográficas de España. Hij was directeur van deze academie van 1992 tot aan zijn dood.

## Filmografie (selectie)
- 1947 : Don Quijote (Rafael Gil)
- 1948 : Locura de Amor (Juan de Orduña)
- 1954 : Cómicos (Juan Antonio Bardem)
- 1956 : Don Juan (John Berry)
- 1956 : Le Chanteur de Mexico (Richard Pottier)
- 1958 : Les Bijoutiers du clair de lune (Roger Vadim)
- 1959 : Gli ultimi giorni di Pompei (Mario Bonnard en Sergio Leone)
- 1960 : The Magnificent Seven (John Sturges)
- 1961 : Viridiana (Luis Buñuel)
- 1962 : Shéhérazade (Pierre Gaspard-Huit)
- 1964 : Échappement libre (Jean Becker)
- 1965 : Chimes at Midnight (Orson Welles)
- 1966 : Return of the Magnificent Seven (Burt Kennedy)
- 1967 : The Immortal Story (Orson Welles)
- 1967 : Cervantes (Vincent Sherman)
- 1970 : The Adventurers (Lewis Gilbert)
- 1970 : Compañeros (Sergio Corbucci)
- 1970 : La collera del vento (Mario Camus)
- 1970 : Tristana (Luis Buñuel)
- 1971 : A Town Called Hell (Robert Parrish)
- 1971 : The French Connection (William Friedkin)
- 1972 : Antony and Cleopatra (Charlton Heston)
- 1972 : Le Charme discret de la bourgeoisie (Luis Buñuel)
- 1975 : French Connection II (John Frankenheimer)
- 1976 : Il deserto dei Tartari (Valerio Zurlini)
- 1976 : A Matter of Time (Vincente Minnelli)
- 1976 : Voyage of the Damned (Stuart Rosenberg)
- 1977 : Cet obscur objet du désir (Luis Buñuel)
- 1977 : Elisa, vida mía (Carlos Saura)
- 1977 : Jesus of Nazareth (Franco Zeffirelli)
- 1978 : L'ingorgo (Luigi Comencini)
- 1979 : Quintet (Robert Altman)
- 1979 : El crimen de Cuenca (Pilar Miró)
- 1979 : Caboblanco (Jack Lee Thompson)
- 1981 : La Dame aux camélias / La storia vera della signora delle camelie (Mauro Bolognini)
- 1982 : Monsignor (Frank Perry)
- 1982 : Cercasi Gesù (Luigi Comencini)
- 1983 : Bearn o La sala de las muñecas (Jaime Chavarri)
- 1983 : Un amour interdit (Jean-Pierre Dougnac)
- 1984 : The Hit (Stephen Frears)
- 1984 : Black Arrow (John Hough)
- 1984 : Padre nuestro (Francisco Regueiro)
- 1985 : El Caballero del dragón (Fernando Colomo)
- 1987 : El bosque animado (José Luis Cuerda)
- 1987 : Mi general (Jaime de Armiñán)
- 1988 : Diario de inverno (Francisco Regueiro)
- 1988 : Moon over Parador (Paul Mazursky)
- 1989 : La batalla de los Tres Reyes (Souheil Ben-Barka en Uchkun Nazarov)
- 1989 : La bahía esmeralda (Jesús Franco)
- 1990 : Después del sueño (Mario Camus)
- 1990 : Diceria dell'untore (Beppe Cino)
- 1991 : L'Atlantide (Bob Swaim)
- 1992 : 1492: Conquest of Paradise (Ridley Scott)
- 1993 : Madregilda (Francisco Regueiro)

- Bibsys: 98063494
- Biblioteca Nacional de España: XX1725273
- Bibliothèque nationale de France: cb13898950s (data)
- Catàleg d'autoritats de noms i títols de Catalunya: 981058515428706706
- Gemeinsame Normdatei: 119169606
- International Standard Name Identifier: 0000 0001 2021 7408
- Library of Congress Control Number: n90699044
- Nationale Bibliotheek van Tsjechië: xx0136021
- Nationale bibliotheek van Australië: 35829968
- Nationale Bibliotheek van Israël: 987007350314105171
- Nationale Bibliotheek van Polen: a0000001748631
- Nederlandse Thesaurus van Auteursnamen: 07345320X
- Réseau des bibliothèques de Suisse occidentale: 02-A020152707
- SNAC: w64m9bmw
- Système universitaire de documentation: 055738494
- Virtual International Authority File: 17408703
- WorldCat: E39PBJdCkxYbCYM3PhbXpjqRKd